# نماینده اتحادیه

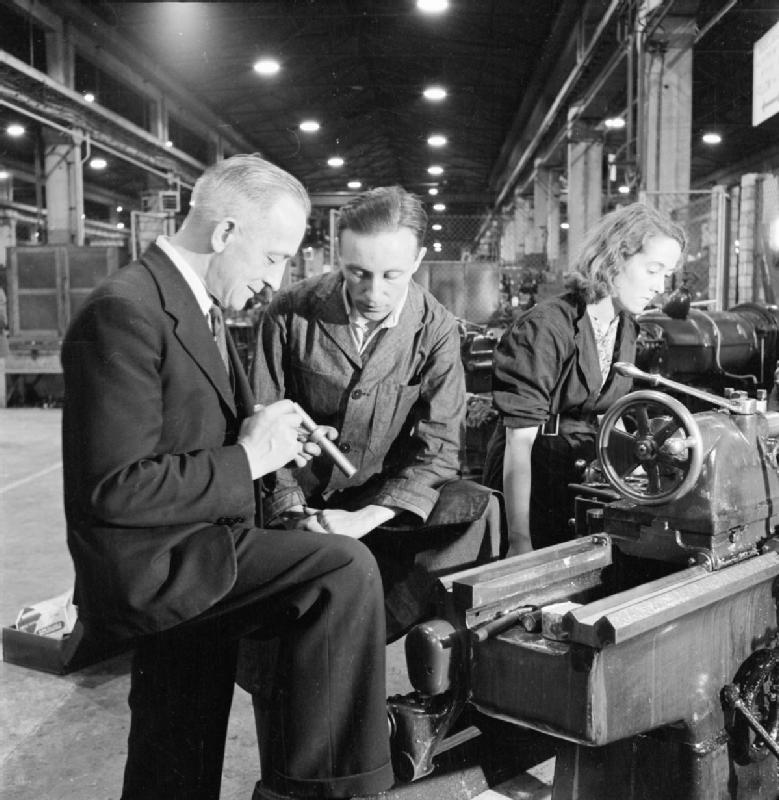
یک مباشر فروشگاه بریتانیایی در طول جنگ جهانی دوم دربارهٔ موضوعی با سرکارگر صحبت می‌کند

نماینده اتحادیه، مباشر اتحادیه، یا مباشر فروشگاه، کارمند یک سازمان یا شرکتی است که به عنوان یک عضو و مقام صنفی/ اتحادیه کارگری نماینده و از منافع همکاران خود دفاع می‌کند. اعضای اصلی اتحادیه به‌طور داوطلبانه (از طریق انتخاب دموکراتیک توسط همکاران یا گاهی با انتصاب یک ارگان اتحادیه بالاتر) در حالی که نقش خود را به عنوان کارمند شرکت حفظ می‌کنند، این سمت را دارند.

## در تاریخ سیاسی
در بریتانیا، شبکه‌ای به نام جنبش مباشران فروشگاه، مباشران فروشگاه‌ها را علیه جنگ جهانی اول سازماندهی کرد. در آلمان، شبکه‌ای از مباشران فروشگاه به نام مهمانداران انقلابی نقش مهمی در «اعتصاب ژانویه» انقلابی ایفا کردند.